# Cuerpo de Bomberos de Puerto Varas
El Cuerpo de Bomberos de Puerto Varas (CBPV) corresponde al Cuerpo de Bomberos de Chile que opera en la comuna de Puerto Varas, Región de Los Lagos, Chile. Fue fundado el 21 de enero de 1908.
Este cuerpo cubre la parte sur del Lago Llanquihue, llegando hasta el Paso Internacional Pérez Rosales.
Actualmente está conformado por 6 compañías que desarrollan diversas labores, como la extinción de incendios, el rescate vehicular y el manejo de materiales peligrosos, entre otros.

## Historia
Aunque la primera reunión del Cuerpo de Bomberos de Puerto Varas se realizó un año antes de su fundación (a la adquisición de la primera bomba palanca fue en el año 1907 en Alemania), lo concreto es que la creación de la institución está considerada el 21 de enero de 1908.
El nacimiento del Cuerpo de Bomberos de Puerto Varas está íntimamente ligado a la colonización alemana en el lago Llanquihue, y donde se rescatan las tradiciones relacionadas principalmente con el servicio a la gente que con mucho esfuerzo comenzó a habitar una complicada zona.
En el libro de actas indica lo siguiente: 

"Carta Fundamental del Cuerpo de Bomberos de Puerto Varas. 

Para la mejor seguridad de poder auxiliar a los vecinos en un caso de incendio como también para fomentar la unión entre los vecinos de Puerto Varas, fundóse hoy un Cuerpo de Bomberos".

El nacimiento del Cuerpo de Bomberos de Puerto Varas se registra bajo el alero de la Primera Compañía "Abnegación y Constancia". Meses después de la constitución de esta unidad, el uno de junio de 1908 se procedió a la elección del primer directorio general del Cuerpo de Bomberos, el que quedó integrado por el superintendente Antonio Kahler, comandante Carlos Raddatz, vicecomandante Alfonso Lückeheide, tesorero general Enrique Niklitschek y secretario Bertoldo Bittner.
La Segunda Compañía  "Germania"  fue creada el 5 de marzo de 1911,  por colonos alemanes entre los que destaca Franz Lüttecke Von Hause (1848-1931), fundador y primer director.
La Tercera Compañía "Eleuterio Ramírez" data del 10 de mayo de 1916, y al igual que las anteriores compañías, se encuentra ubicada en el centro de Puerto Varas. 
Una de las mayores pruebas que debió afrontar el Cuerpo correspondido al Terremoto de Valdivia de 1960, que afecto enormemente a la comuna con una intencidad de X a XI en escala de Mercalli.
La Cuarta Compañía se fundó el 5 de octubre de 1918, cesando sus funciones en 1996, momento donde se cerró definitivamente.
La Quinta Compañía fue fundada el 3 de junio de 1963 y se ubica en la localidad de Nueva Braunau. Durante el combate de su primer incendio, que afectaba a una casa de madera de un piso, la Compañía tuvo que trabajar en base al sistema de cuadrillas y baldes, con los que lograron extinguir el siniestro.
La Sexta Compañía fue fundada el 18 de febrero de 1981 en Puerto Chico, como se denomina al sector oriente de la ciudad. 
Finalmente la Séptima Compañía fue fundada el 5 de febrero de 1984 en Ensenada, a 47 km al oriente de la ciudad de Puerto Varas.
Otra de las grandes pruebas que ha tenido que enfrentar el Cuerpo correspondió a la  tragedia del estero Minte ocurrida el 7 de mayo de 1995 y donde fallecieron 27 personas.

## Compañías
El Cuerpo de Bomberos de Puerto Varas está conformado por las siguientes compañías (La cuarta compañía ya no existe, y se fundó el 5 de octubre de 1918 y cerró sus funciones en 1996):
| Compañía                                   | Fundación             | Especialidad     | Ubicación     |
| ------------------------------------------ | --------------------- | ---------------- | ------------- |
| Primera Compañía "Abnegación y Constancia" | 21 de enero de 1908   | - Agua - Escalas | Puerto Varas  |
| Segunda Compañía "Germania"                | 5 de marzo de 1911    | - Agua - HAZMAT  | Puerto Varas  |
| Tercera Compañía "Eleuterio Ramírez"       | 19 de abril de 1916   | - Agua           | Puerto Varas  |
| Quinta Compañía "Nueva Braunau"            | 3 de junio de 1963    | - Agua           | Nueva Braunau |
| Sexta Compañía "Puerto Chico"              | 18 de febrero de 1981 | - Agua - Rescate | Puerto Chico  |
| Séptima Compañía "Vicente Pérez Rosales"   | 5 de febrero de 1984  | - Agua           | Ensenada      |